# Jean Asselborn

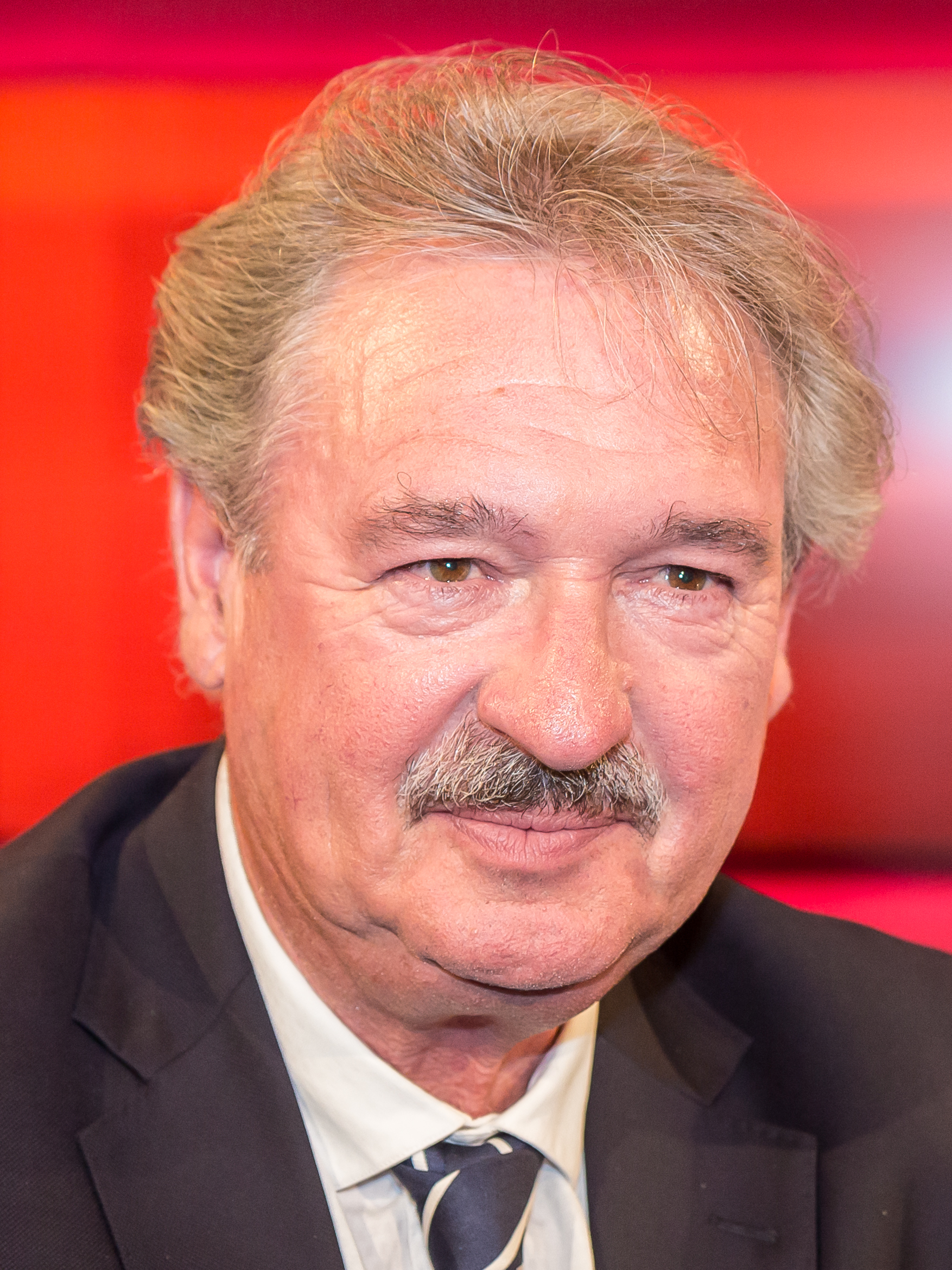
Jean Asselborn (2017)

Jean Asselborn (* 27. April 1949 in Steinfort) ist ein luxemburgischer Politiker.
Er ist Mitglied der Lëtzebuerger Sozialistesch Aarbechterpartei (LSAP). Vom 30. Juli 2004 bis zum 16. November 2023 war er luxemburgischer Außenminister, seit 2014 auch Minister für Immigration und Asyl. Bis Dezember 2013 war Jean Asselborn außerdem Vize-Premierminister von Luxemburg.
Im Oktober 2012 erhielt Luxemburg unter Asselborns Leitung zum ersten Mal einen nichtständigen Sitz im Weltsicherheitsrat der Vereinten Nationen für den Zeitraum von 2013 bis 2014.

## Leben und Beruf
Jean Asselborn arbeitete während seiner Schulzeit unter anderem als Hilfskraft in der Büroadministration bei Luxair. Nach Abschluss der mittleren Reife begann seine berufliche Karriere 1967 als Angestellter bei Uniroyal in Steinfort. Er engagierte sich in der Gewerkschaftsbewegung und wurde zum Vertreter der Jugendabteilung des Luxemburger Arbeiterverbands, dem Vorgänger des heutigen Onofhängegen Gewerkschaftsbonds Lëtzebuerg, gewählt.
1968 erhielt Jean Asselborn eine Anstellung bei der Stadt Luxemburg, zog jedoch 1969 zurück nach Steinfort, um dort ebenfalls als Angestellter der Gemeindeverwaltung zu arbeiten.
1976 besuchte er Abendkurse und bekam das diplôme de fin d’études secondaires (vergleichbar mit dem deutschen Abitur) des Atheneum Luxemburg. Anschließend wurde er Verwaltungschef des interkommunalen Krankenhauses von Steinfort.
Asselborn schrieb sich im Fach Jura an der Universität Nancy II ein. Sein Abschlussdiplom im Privatrecht erhielt er im Oktober 1981.

## Politische Karriere

### Kommunale Ämter
Von 1982 bis 2004 war Asselborn Bürgermeister seiner Geburtsstadt Steinfort.

### Parlamentarische Ämter
Zum ersten Mal zog Jean Asselborn als Mitglied der Lëtzebuerger Sozialistesch Aarbechterpartei (LSAP) 1984 in die luxemburgische Abgeordnetenkammer ein. 1989 wurde er Vorsitzender der Parlamentsfraktion der Lëtzebuerger Sozialistesch Aarbechterpartei (LSAP), bis er 1997 den Parteivorsitz übernahm. Dieses Amt hatte er bis 2004 inne. Von 1999 bis 2004 war Jean Asselborn Vizepräsident der Abgeordnetenkammer. Gleichzeitig war er von 2000 bis 2004 Mitglied im Ausschuss der Regionen und Vizepräsident der Sozialdemokratischen Partei Europas.

### Regierungsämter
Nach den Wahlen vom 13. Juni 2004 wurde Jean Asselborn Vize-Premierminister sowie Minister für Auswärtige Angelegenheiten und Einwanderung. Die Amtseinführung erfolgte am 31. Juli 2004. Bei den Wahlen am 7. Juni 2009 erreichte die CSV-LSAP Koalition erneut eine Mehrheit, und Asselborn verblieb in seinen bisherigen Ämtern.
Im Dezember 2013 folgte ihm Etienne Schneider als Vize-Premierminister nach. Jean Asselborn wurde in der neuen Koalitionsregierung aus Demokratischer Partei (DP), LSAP und der Grünen Partei („déi Gréng“) Minister für Auswärtige und Europäische Angelegenheiten sowie Minister für Immigration und Asyl. Nach der Kammerwahl 2023 schied seine Partei und damit auch Asselborn aus der Regierung aus.

### Politische Äußerungen und Aktivitäten
In der gesamten Europäischen Union sorgte im September 2016 Asselborns Äußerung für Aufsehen, Ungarn behandele Flüchtlinge fast schlimmer als Tiere, sodass das Land aus der EU ausgeschlossen werden sollte. Sein ungarischer Amtskollege Péter Szijjártó reagierte umgehend mit den Worten: „Es war schon bisher bekannt, dass Jean Asselborn eine unernste Figur ist.“ Zu Asselborns Aussage gab es auch Kritik u. a. von Frank-Walter Steinmeier, Manfred Weber, Rebecca Harms und dem seinerzeitigen österreichischen Außenminister Sebastian Kurz.
Am 7. November 2016 verglich Asselborn das Vorgehen der türkischen Führung gegen Oppositionelle und ihren Umgang mit entlassenen Staatsbediensteten mit „Methoden, die während der Naziherrschaft benutzt wurden“.
2016 forderte er den Ausschluss Ungarns aus der Europäischen Union aufgrund des Umgangs des Landes mit Migranten.
Im September 2018 warf Asselborn dem italienischen Innenminister Matteo Salvini vor, „Methoden und Töne der Faschisten der Dreißigerjahre“ zu verwenden, nachdem Salvini bei einem EU-Ministertreffen in Wien gesagt hatte, dass er lieber dafür arbeiten würde, dass die italienischen und europäischen jungen Leute mehr Kinder in die Welt setzen sollen, weil er keine neuen Sklaven wolle; und ohne Asselborns Wissen eine Videoaufnahme einer Diskussion zum Thema Migration hatte anfertigen lassen, um sie anschließend zu veröffentlichen. Mit seiner Aussage verglich Salvini afrikanische Migranten mit Sklaven.

## Privates
Jean Asselborn ist seit 1980 verheiratet und hat zwei Töchter.
In seiner Freizeit fährt Asselborn gerne Fahrrad.

## Ehrungen
Für seine herausragenden Verdienste um die deutsch-luxemburgischen Beziehungen und die enge europapolitische Zusammenarbeit zwischen Deutschland und Luxemburg wurde er am 14. Dezember 2010 mit dem Großkreuz des Verdienstordens der Bundesrepublik Deutschland ausgezeichnet.
Am 10. Oktober 2013 wurde Jean Asselborn zum Commandeur de la Légion d’Honneur Frankreichs ernannt.
Im Jahr 2014 verlieh ihm die Landespressekonferenz Saar den Medienpreis Goldene Ente.
Der Deutsch-Französische Journalistenpreis (DFJP) zeichnet Jean Asselborn 2016 mit dem Großen Medienpreis aus.